# てんびん座ベータ星
てんびん座β星（てんびんざベータせい）は、てんびん座で最も明るい恒星で3等星。
この星には2つの大きな特徴があり、1つは緑色の星と表現される事、もう1つはかつてアンタレスより明るかったと報告された事である。

## 概要
視差から、地球からの距離は185光年と推測される。この星の高温はシンプルなスペクトルの光を生成し、地球とこの星との間の星間ガスと塵を調査するのに理想的である。同種の多くの星のように、高速で回転しており、太陽の100倍以上の自転速度である。主星の角直径は0.801 ミリ秒と測定された。
この星の周期的な小さな変光は、直接地球からは観測できない伴星の存在を示唆している、その一方で現在のところ、単一の星に分類されている。

## 特徴

### 星の色
この種の星は通常は青白く見えるが、この星は緑色と表現される事がよくあり、これは肉眼で見える唯一の緑色の恒星である。

### 明るさ
エラトステネースによれば、この星はアンタレスより明るいと観測され、350年後のトレミーは、アンタレスと同じくらいの明るさとしている。R.H.アレンは、この食違いについて、アンタレスが増光したのではないかと推測している。この星が減光した可能性もあるが、現在では0.03等級の変光しかしていない。

## 名称
β Lib / β Librae。固有名のズベンエシャマリ (Zubeneschamali) ([ˌzuːbənˌɛʃəˈmeɪli]は、アラビア語で「北の爪」を意味する الزبن الشمالية (al-zuban al-šamāliyya) を由来とする。2016年8月21日、国際天文学連合の恒星の命名に関するワーキンググループ (Working Group on Star Names, WGSN) は、Zubeneschamali をてんびん座β星の固有名として正式に承認した。
かつては、ラテン語で「北の（天秤の）皿」を意味する Lanx Borealisと呼ばれることもあった。